# Chaetogonopteron seychellense
Chaetogonopteron seychellense är en tvåvingeart som beskrevs av Henk J.G. Meuffels och Patrick Grootaert 2007. Chaetogonopteron seychellense ingår i släktet Chaetogonopteron och familjen styltflugor.
Artens utbredningsområde är Seychellerna. Inga underarter finns listade i Catalogue of Life.